# El efecto Carbonaro
El efecto Carbonaro es una serie de televisión estadounidense de comedia y telerrealidad filmada con cámara oculta. Se estrenó el 1 de abril de 2014 por TruTV. Es presentada por el mago y bromista Michael Carbonaro, en la cual realiza bromas con trucos de magia a la gente mientras son filmados por una cámara oculta para captar sus reacciones. Para promocionar la segunda mitad de la primera temporada, TBS emitió un maratón de dos horas el 30 de octubre de 2014. La segunda temporada se estrenó el 1 de abril de 2015. La tercera temporada se estrenó el 2 de enero de 2017.

## Episodios
| Temporada | Temporada | Episodios | Temporada en Estados Unidos | Temporada en Estados Unidos | Temporada en Internacional | Temporada en Internacional |
| Temporada | Temporada | Episodios | Inicio de la Temporada      | Final de Temporada          | Inicio de la Temporada     | Final de Temporada         |
| --------- | --------- | --------- | --------------------------- | --------------------------- | -------------------------- | -------------------------- |
|           | 1         | 25        | 1 de abril de 2014 (TV)     | 22 de enero de 2015 (TV)    |                            |                            |
|           | 2         | 26        | 1 de enero de 2015 (TV)     | 22 de junio de 2016 (TV)    |                            |                            |
|           | 3         | 17        | 1 de febrero de 2017 (TV)   |                             |                            |                            |
|           | 4         | 16        |                             |                             |                            |                            |

## Emisión Internacional
- En Quebec, Canadá, la versión con doblaje Francés, esta versión del espectáculo es distribuida por el canal Z.[2]
- En India, el programa es transmitido por Comedy Central India.
- En Italia el programa es transmitido por K2 (Discovery Networks Europa).
- En España el programa es transmitido por TEN, Boing y TNT
- / La versión británica e irlandesa es transmitida por la cadena truTV
- En las Filipinas, el efecto Carbonaro es transmitido en Warner TV.
- En Malasia, el efecto Carbonaro es transmitido en Warner TV y Astro Hello.
- En Tailandia, el efecto Carbonaro es transmitido en Warner TV.
- En Bulgaria, el efecto Carbonaro es transmitido en Discovery Channel.
- En Brasil, el espectáculo es transmitido en TruTV y Rede Bandeirantes.
- En Uruguay, el espectáculo es transmitido en Monte Carlo TV.